# Bosch Building Technologies
Bosch Building Technologies ist ein international aktiver Geschäftsbereich der Robert Bosch GmbH. Seine deutsche Landesgesellschaft firmiert als Bosch Sicherheitssysteme GmbH mit Sitz in München und ist eine hundertprozentige Tochter der Robert Bosch GmbH. Im Dezember 2024 kündigte die Robert Bosch GmbH an, Teil der Bosch Building Technologies an Triton Partners verkaufen zu wollen.

## Geschichte
Die Bosch Sicherheitssysteme GmbH ging im Jahr 2000 aus der Bosch Telecom GmbH hervor. Der Ursprung, auf den sich das Gründungsjahr 1920 bezieht, ist die Hanseatische Notruf AG mit Sitz in Hamburg. Sie entwickelte Alarmmeldetechniken und fungierte als Polizeinotruf-Empfangszentrale in Hamburg. Das Frankfurter Telefonunternehmen Telenorma übernahm diese, und die Robert Bosch GmbH akquirierte die Telenorma ab 1981, um aus ihr und der ANT Nachrichtentechnik (heutiger Nachfolger Tesat) mit Sitz in Backnang den Unternehmensbereich Telecom zu formen. Der Bereich wurde 2000 aufgelöst, bei Bosch blieb die Sicherheitstechniksparte mit Videoüberwachungs- und Einbruchmeldetechnik, Brandmeldetechnik, Zutrittskontroll- und Zeiterfassungstechnik.
In den folgenden Jahren wurde die Produktpalette zügig ausgebaut. 2001 erfolgten die Übernahme von Detection Systems, Inc. in Fairport (New York), ein Hersteller von elektronischer Einbruchmeldetechnik und 2002 die Übernahme der Philips CSI, ein führender Hersteller von Videoüberwachungstechnik. Im gleichen Jahr wurde das Unternehmen in Bosch Sicherheitssysteme GmbH umbenannt. 2004 folgten Übernahmen der Micos GmbH in Würselen (Zutrittskontrolle) und der VCS AG aus Nürnberg (digitale Videoübertragungstechnik). Im darauf folgenden Jahr, 2006, wurden die Telex Communications Holdings, Inc. in Minneapolis (Audio- und elektroakustische Systeme) und die TeleAlarm Group mit Sitz in La Chaux-de-Fonds übernommen. 2007 folgte die Übernahme der Business Relations s.r.l. in Timișoara sowie 2008 die Extreme CCTV in Burnaby und die Landau electronic GmbH in Mörfelden. 2010 wurde der Hauptsitz von Ottobrunn in das acht Kilometer entfernte Grasbrunn verlegt. Die GFR – Gesellschaft für Regelungstechnik und Energieeinsparung mbH mit Hauptsitz in Verl, Nordrhein-Westfalen – ist seit 2019 Teil von Bosch Building Technologies und firmiert seit 1. April 2022 als Bosch Building Automation GmbH.
2018 erfolgte die Umbenennung zum Geschäftsbereich Bosch Building Technologies, der in zwei Teile aufgegliedert ist: Produktgeschäft für Einzelprodukte und Systeme sowie "Systemintegration", die in acht Ländern regional Gesamtlösungen für gewerbliche Gebäude anbietet. Die Leitung übernahm als Bereichsvorstand die frühere SAP-Managerin Tanja Rückert. 2021 wechselte sie als Chief Digital Officer zum Mutterkonzern, wo sie 2022 ebenfalls in die Geschäftsleitung berufen wurde.
2019 übernahm das Unternehmen die Gesellschaft für Regelungstechnik und Energieeinsparung mbH (GFR), die mit rund 300 Mitarbeitern an neun Standorten in Deutschland auf Produkte für Gebäudeautomatisierung spezialisiert ist. Zum 1. April 2022 wurde das Unternehmen in Bosch Building Automation GmbH umbenannt.
Seit 1. Januar 2016 ist der Produktbereich Service Solutions, der bis dahin zur Bosch Sicherheitssysteme GmbH gehörte, ein eigener Geschäftsbereich innerhalb der Bosch-Gruppe.
2021 übernahm Bosch Building Technologies die britische Unternehmensgruppe Protec Fire and Security Group Ltd., die in den Bereichen Sicherheit und Brandschutz tätig war.
Am 28. Februar 2022 hat Bosch Building Technologies die vollständige Übernahme des Gebäudeautomations-Spezialisten Hörburger AG abgeschlossen.
Das Unternehmen plante, zum 31. März 2024 den Standort Grasbrunn zu verlassen
, Anfang März 2025 bestand unter der Anschrift noch eine Niederlassung als Systemintegrator.